# 小笠原高雪
小笠原 高雪（おがさわら たかゆき、1961年3月 - ）は、日本の国際政治学者。専門は、国際政治・東南アジア研究。東京国際大学国際関係学部教授。公益財団法人日本国際フォーラム政策委員。
1983年慶應義塾大学法学部政治学科卒業、1989年同大学大学院法学研究科博士課程単位取得満期退学。日本国際問題研究所研究員、シンガポール大学客員研究員、ベトナム社会科学院客員研究員、北陸大学法学部助教授、山梨学院大学法学部教授などを経て現職。

## 著書

### 共編著
- （広瀬佳一・上杉勇司）『ユーラシアの紛争と平和』（明石書店，2008年）
- （広瀬佳一・小尾美千代）『よくわかる国際政治』（ミネルヴァ書房，2021年）

### 共著書
- 小此木政夫・赤木完爾編『冷戦期の国際政治』（慶應通信，1987年）
- 三尾忠志編『インドシナをめぐる国際関係』（日本国際問題研究所，1988年）
- 三尾忠志編『ポスト冷戦のインドシナ』（日本国際問題研究所，1993年）
- 小島朋之・小此木政夫編『東アジア危機の構図』（東洋経済新報社，1996年）
- 斎藤元秀編『東アジア国際関係のダイナミズム』（東洋経済新報社，1998年）
- 五味俊樹・滝田賢治編『現代アメリカ外交の転換過程』（南窓社，1999年）
- 木村汎・古田元夫ほか編『日本・ベトナム関係を学ぶ人のために』（世界思想社，2000年）
- 木村靖二・長沢栄治編『地域の世界史 12 地域への展望』（山川出版社，2000年）
- 白石昌也編『ベトナムの国家機構』（明石書店，2000年）
- 山影進編『転換期のASEAN――新たな課題への挑戦』（日本国際問題研究所，2001年）
- 末廣昭・山影進編『アジア政治経済論』（NTT出版，2001年）
- 山影進編『東アジア地域主義と日本外交』（日本国際問題研究所，2003年）
- 石田暁恵・五島文雄編『国際経済参入期のベトナム』（アジア経済研究所，2004年）
- 赤木完爾・久保文明編『アメリカと東アジア』（慶應義塾大学出版会，2004年）
- 石田正美編『メコン地域開発――東アジア最後のフロンティア』（アジア経済研究所，2004年）
- 黒柳米司編『アジア地域秩序とASEANの挑戦』（明石書店，2005年）
- 山梨学院大学政治行政研究会編『入門 政治行政』（公人の友社，2008年）
- 広瀬佳一・宮坂直史編『対テロ国際協力の構図――多国間連携の成果と課題』（ミネルヴァ書房，2010年）
- 黒柳米司編『ASEAN再活性化への課題――東アジア共同体・民主化・平和構築』（明石書店，2011年）
- 広瀬佳一・湯浅剛編『平和構築へのアプローチ――ユーラシア紛争研究の最前線』（吉田書店，2013年）
- 黒柳米司編『「米中対峙」下の東南アジア――共同体への深化と対外関与の拡大』（明石書店，2014年）
- 黒柳米司・金子芳樹・吉野文雄編『ASEANを知るための50章』（明石書店，2017年）
- 金子芳樹・山田満・吉野文雄編『「一帯一路」時代のASEAN』（明石書店，2020年）